# New Straitsville (Ohio)
Pour les articles homonymes, voir New Straitsville.
New Straitsville est un village américain situé dans le comté de Perry, dans l'Ohio. Selon le recensement de 2010, sa population est de 722 habitants.